# Manuel Benavides y López-Escobar
Manuel Benavides y López-Escobar (Madrid, 6 de mayo de 1932) es un antiguo diplomático español.

## Biografía
Licenciado en Derecho, ingresó en la carrera diplomática en 1957.Estuvo destinado en las representaciones diplomáticas españolas en Asunción, Lisboa, Rabat, Metz, Buenos Aires, São Paulo y Roma. En 1983 fue nombrado subdirector del Instituto Hispano-Árabe de Cultura y en 1985, cónsul general en Bruselas. En 1990 pasó a ocupar el Consulado General de España en Pau. De marzo de 1995 hasta 1996 fue secretario ejecutivo de la Comisión Nacional de Cooperación con la UNESCO, y desde 1997 hasta 2000, embajador de España en Bélgica, siendo sustituido por Francisco Fernández Fábregas.